# جون جورج جاك
جون جورج جاك (بالإنجليزية: John George Jack) هو عالم نبات أمريكي، ولد في 15 أبريل 1861 في شاتوغيه في كندا، وتوفي في 1949 في ستانفورد في الولايات المتحدة.